# Nicrophorus sepulchralis
Nicrophorus sepulchralis är en skalbaggsart som beskrevs av Oswald Heer 1841. Nicrophorus sepulchralis ingår i släktet Nicrophorus och familjen asbaggar. Inga underarter finns listade i Catalogue of Life.